# Chun Jung-myung

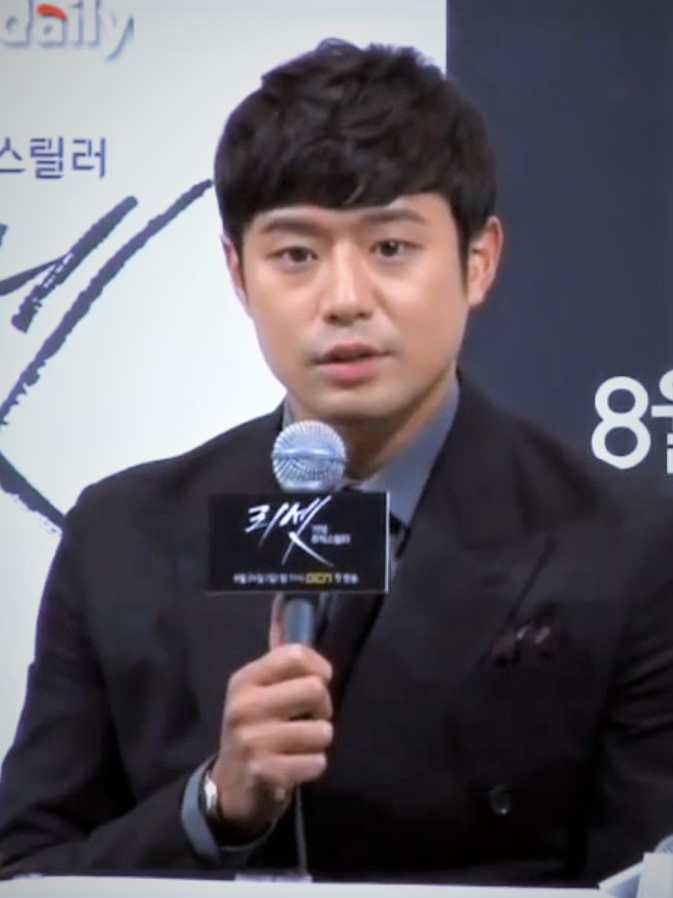
Chun Jung-myung, 2017

Chun Jung-myung (* 29. November 1980 in Seoul, Südkorea) ist ein südkoreanischer Schauspieler. 

## Leben
2007 spielte er die Hauptrolle in dem Horrorfilm Hansel & Gretel, in dem er mit dem Auto von der Fahrbahn abkommt und in einem Wald ein bewohntes Haus findet. Allerdings kann er dieses nicht mehr verlassen, da die Kinder, die dort leben, dies nicht zulassen.
2011 spielte er eine Nebenrolle in dem Film Hindsight an der Seite von Song Kang-ho, der in dem Film seinen Boss spielt.

## Filmografie

### Filme
- 2002: R U Ready? (아 유 레디?)
- 2003: Dance Begins (춤이 시작됩니다 Chum-i Sijak-doemnida)
- 2004: Twentidentity (스무 고개 Seumu Gogae)
- 2005: The Aggressives (태풍태양 Taepung Taeyang)
- 2006: Les Formidables (강적 Gajeok)
- 2007: Hansel & Gretel (헨젤과 그레텔)
- 2011: Hindsight (푸른소금 Pureun Sogeum)
- 2013: Queen of the Night (밤의 여왕 Bam-ui Yeowang)

### Fernsehserien
- 1999: School 2
- 2000: Echo
- 2001: New Nonstop
- 2001: Pure Flower Cafe
- 2001: Third Coincidence
- 2002: Han-ip’s Woman
- 2002: Bad Girls
- 2002: Honest Living
- 2004: Beijing, My Love
- 2004: I Love H, He, Li…
- 2005: Fashion 70’s
- 2006: Goodbye Solo
- 2006: What’s Up Fox
- 2010: Cinderella’s Sister
- 2011: The Duo
- 2011: Glory Jane
- 2014: Reset
- 2015: Heart to Heart
- 2016: Master – God of Noodles